# 真行寺 (川越市)
真行寺（しんぎょうじ）は、埼玉県川越市にある真宗大谷派の寺院。

## 歴史
1573年（天正元年）、真行尼によって開山された。真行尼は戦国大名武田信玄の妹といわれており、元々は甲斐国に住んでいた。しかし戦乱を避けるために武蔵国に移住、1559年（永禄2年）に川越の草庵に住むようになった。そして遂に、この草庵をもとに当寺を創建することになった。
そういう経緯から、武田家の関係者が川越に移り住むようになったという。第2世住職の靖清も信玄の孫と伝えられている。

## 交通アクセス
- 路線バス東明寺橋停留所より徒歩1分。